# Дворжицкий, Константин Иванович
Константин Иванович Дворжицкий (18 (30) октября 1847—3 (16) ноября 1912) — генерал от артиллерии русской императорской армии.

## Биография
Родился 18 (30) октября 1847 года.
Первоначальное образование получил в частном пансионе. Затем воспитывался в Николаевском инженерном училище; в службе с 21 сентября 1861 года; выпущен из училища 7 августа 1865 года прапорщиком в 7-й сапёрный батальон. Подпоручик с 27 июля 1866 года; с 9 сентября по 17 декабря 1867 года был в отставке и по возвращении на службу произведён в поручики; затем — штабс-капитан (6.11.1872), капитан (9.12.1875), капитан гвардии/подполковник (31.05.1881).
Командир 5-й батареи 6-й артиллерийской бригады (15.02.1885—2.06.1887), командир 1-й батареи 29-й артиллерийской бригады (2.06.1887—12.03.1895). Полковник (23.11.1890). Командир 2-го дивизиона 29-й артиллерийской бригады (12.03.1895—29.12.1899). Командир 1-й резервной артиллерийской бригады (29.12.1899—03.09.1904); 9 апреля 1900 года был произведён в генерал-майоры.
Был исполняющим должность начальника артиллерии 20-го армейского корпуса с 3 сентября 1904 года; 6 декабря 1906 года был произведён в генерал-лейтенанты и утверждён в должности.
Был уволен от службы в чине генерала от артиллерии 18 октября 1910 года.
Известны составленные им: «Пособие для обучения наводчиков в полевых батареях» (1880; 3-е изд., доп. — 1888); «Инструкция для подготовки ординарцев, разведчиков и наблюдателей полевой артиллерии» (1896); «Современные вопросы по стрельбе полевых батарей» (1901).
С 24 января 1886 года был женат на дочери Георгия Петровича Власова, Ольге (28.07.1863—08.02.1902).
Умер 3 (16) ноября 1912 года.

## Награды
- орден Святого Станислава 3-й ст. (1877)
- орден Святой Анны 3-й ст. (1880)
- орден Святого Владимира 4-й ст. (1889)
- орден Святого Владимира 3-й ст. (1902)
- орден Святого Станислава 1-й ст. (1904)